# Камбулат (нижний приток Айгурки)
Камбулат — река в России, протекает по Петровскому и Туркменскому районам Ставропольского края. Притоком реки Айгурки, впадает в неё на 112-м километре по правому берегу. Длина — 18 км, площадь собственного бассейна — 301 км². На реке обустроено несколько прудов.
Берёт начало у посёлка Горного Петровского района. Здесь на реке сооружено небольшое водохранилище, подпитываемое одним из ответвлений Большого Ставропольского канала, берущего воду в реке Кубани у аула Кубина. Таким образом Камбулат дополнительно обводняет Айгурку и Калаус.
Значительных притоков не имеет, в низовье принимает сток из балки Киричи.
Впадает в Айгурку на высоте 126,7 м напротив хутора Поперечного.